# خانية طالش
خانات طالش أو خانية طالش كانت خانية إيرانية من أصل طالشي تأسست في بلاد فارس الأفشارية وظلت قائمة من منتصف القرن الثامن عشر حتى بداية القرن التاسع عشر، وتقع على الساحل الجنوبي الغربي لبحر قزوين .
كانت تشمل الجزء الجنوبي الشرقي من جمهورية أذربيجان الحالية والطرف الشرقي من شمال غرب إيران. كانت عاصمة الخانات هي مدينتها الرئيسة، لنكران. نتيجة للهزيمة الفارسية في الحرب الروسية الفارسية 1826-1828، حُلّت الخانيات واستولت عليها الإمبراطورية الروسية.
إن عدم اليقين المحيط بتاريخ خانية طالش لا يرجع فقط إلى ندرة المصادر، بل إن هناك مشكلة أخرى تتمثل في ندرة الدراسات حولها. وقد ظهرت العديد من الدراسات والمسوحات القصيرة باللغات الروسية والأذربيجانية والتركية والفارسية. ومن المؤسف أن بعض هذه الدراسات ضعيفة وتحتوي على تفسيرات خاطئة ومتحيزة.

## التأريخ
ونظرا لندرة المصادر الأولية، فإن دراسة خانية طالش تواجه عقبات خطيرة. تنقسم المصادر الأساسية لدراسة الخانات تقريبًا إلى ثلاث مجموعات: السجلات، والمواد الوثائقية، وروايات السفر. تنتشر العديد من الحقائق المتعلقة بتاريخ الخانات في مختلف السجلات التي أنتجها المؤرخون المحليون والقاجاريون.
أول سجل تاريخي فارسي عن خانية تاليش هو جواهر نامه لنكران (1869) (أي كتاب جوهرة لنكاران)، كتبه سعيد علي بن كاظم بك بوراديغا (1800–1872). هناك نسختان من الكتاب، وكلاهما محفوظان في معهد المخطوطات في أذربيجان. أما المخطوطة الفارسية الثانية فهي أخبار نامه (1882) (أي كتاب الأخبار)، التي كتبها ميرزا أحمد بن ميرزا خداوردي، الذي كان والده وزيرًا للخان الثاني والثالث في طالش.
مصدر أساسي آخر يمكن إضافته إلى المصادر التاريخية هو المسح الروسي بعنوان تاريخ خانات طالش (1885) الذي كتبه تيمور بايراماليبيوف [الإنجليزية] (1863-1937).
ومن بين المخطوطات غير المحددة ولكنها ذات الصلة والتي كتبت باللغة الفارسية كتاب جولستان إرم (1845) (أي حديقة الورود السماوية) لعباس قلي آقا باكيخانوف (1794-1847). على الرغم من عدم تعامله بشكل مباشر مع خانات طالش، إلا أنه يحتوي على معلومات مفيدة عن المنطقة حتى العام الذي اكتمل فيه.
تم حفظ الجزء الأكبر من مراسلات خانات طالش في الأرشيفات الروسية ونُشرَت في مجموعات مختلفة من الوثائق. وأهم هذه المجموعات هي أعمال اللجنة الأثرية القوقازية المجموعة (1866–1886).
وتعتبر سجلات الرحلات والتقارير التي كتبها التجار والوكلاء والمخبرون نوعًا آخر من المصادر الأولية التي قد تكون مفيدة لدراسة خانية طالش. ومن بين هذا النوع من المصادر، يمكن ذكر روايات كتبها بولنديان في الخدمة الروسية: يان بوتوكي [الإنجليزية] (1761-1815)، وألكسندر تشودزكو [الإنجليزية] (1804-1891). هناك رواية أخرى تتعلق بطالش، وهي تقرير قدمه كاميل ألفونس تريزيل [الإنجليزية] (1780-1860)، وهو ضابط فرنسي خدم تحت قيادة كلود ماثيو جاردان [الإنجليزية] (1766-1818)، مبعوث نابليون إلى البلاط الفارسي.

## الخلفية
في العصر الصفوي كان سكان ولاية طالش الصفوية [الإنجليزية] عبارة عن خليط من العناصر الإيرانية والتركية. بشكل عام، كان الطالشيون، وهم مجموعة عرقية تتحدث اللغة الإيرانية الطالشية، من السكان الأصليين للمنطقة. في نهاية القرن الخامس عشر، قدم العديد من القادة الطالشيين دعمًا قويًا للصفويين، الذين كافأوهم بالشرف والأراضي. من الناحية النظرية، لم يكن الحكام المحليون أمراء وراثيين.
يعتقد خانسوفاروف أن مير عباس هو حفيد السيد عباس. وكان اسم والده سيد يوسف، الذي خلف جده في الشؤون الدينية. دُفن سيد يوسف في قرية يوكساري نوفادي في لنكران.

## الإدارة
تشمل منطقة طالش أراضي في الجزء الجنوبي الغربي من جمهورية أذربيجان الحالية، بالإضافة إلى بعض الأراضي في إيران الحديثة. لقد تغير التعريف الدقيق لحدود طالش بمرور الوقت. طالش هي منطقة جبلية تقع في الوقت الحاضر بين محافظة جيلان وبحر قزوين في الشرق ومحافظة أردبيل في الغرب. إن المنطقة شريط ضيق من الأرض يمتد من رودبار في الجنوب إلى أستارا في الأراضي الإيرانية وإلى الشمال من مقاطعة لنكران الواقعة في جمهورية أذربيجان. النصف الشمالي من طالش هو أحد المحافظات السبع عشرة التي فُصلَت عن الأراضي الإيرانية نتيجة لمعاهدتي جولستان (1813) وتركمانشاي (1828).
كانت خانية تاليش تحدها خانية جيلان من الجنوب، خانية أردبيل من الجنوب الغربي، خانية كاراداغ في الشمال الغربي، خانية جواد من الشمال، وسلطنة ساليان من الشمال الشرقي. كانت معظم الحدود الشرقية للخانات مرتبطة ببحر قزوين.
قُسمَت خانية طالش إلى مناطق إدارية. وبحسب كتاب سعيد علي، كان هناك إحدى عشر محال في أراضي الخانات: أسالم، قرانرود، آستارا، ولقيج، زووند،  جاي إيجي لنکران، دریغ، ألوف، دشتوند، سفید دشت، أوجارود.
ومع ذلك، لم تظل أراضي الخانات مستقرة دائمًا، بل خضعت لتغييرات كبيرة تحت تأثير الأحداث المختلفة. 
حدث أكبر تحول إقليمي في الخانات أثناء الحروب الروسية الفارسية. وبموجب المعاهدات المبرمة بين هذه الدول، تم منح جميع مقاطعات أسالم وكارغانرود وويلكيج وبعض أجزاء من مقاطعات أوجارود وصفيدشت وأستارا وزواند إلى إيران القاجارية.

## التاريخ

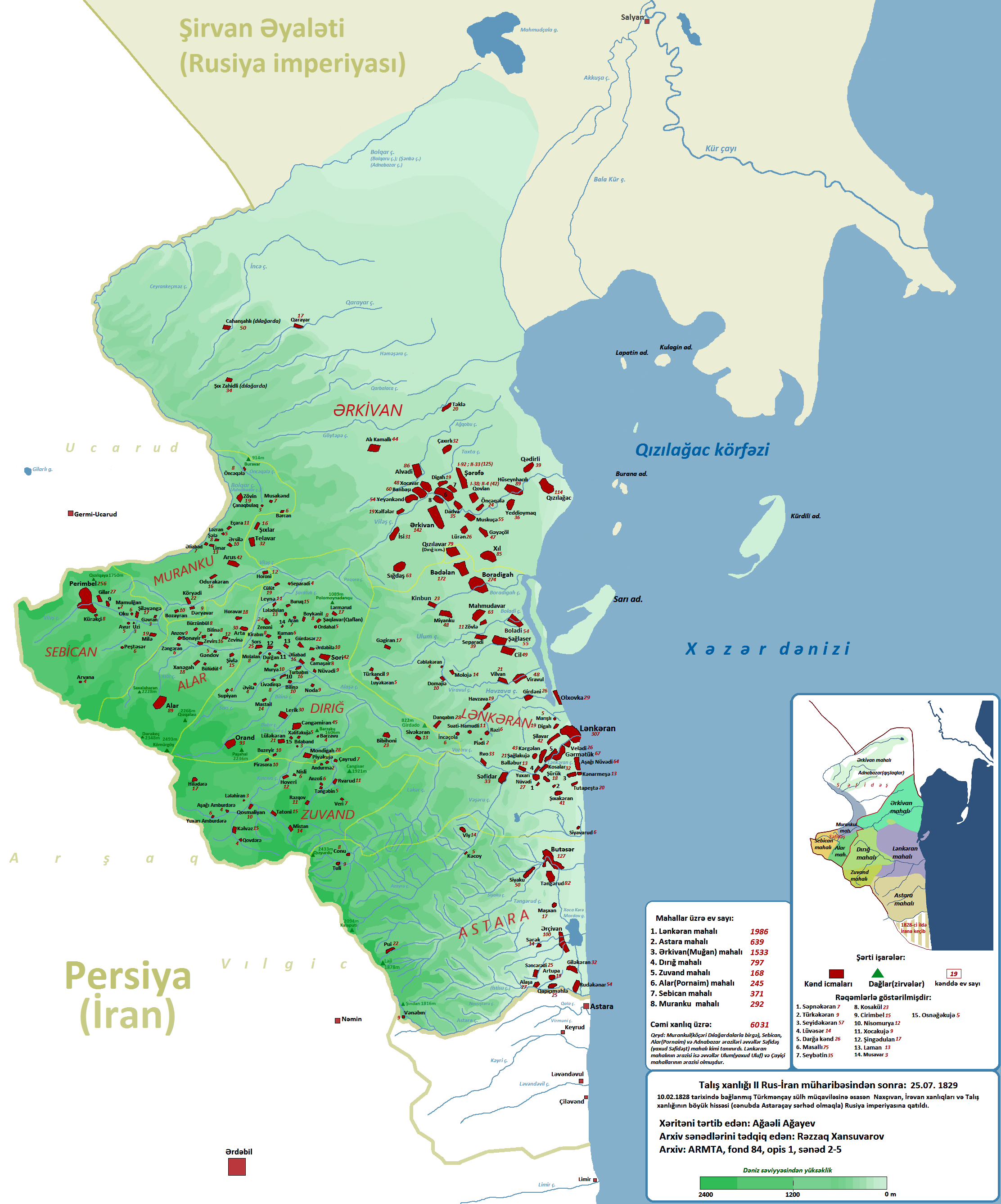
قرى ومدن خانية طالش.

وفقًا لميرزا أحمد ميرزا أوغلو خداوردي، مؤسس خانية طالش هو السيد عباس، فإن أسلافه كانوا أعضاء في سلالة الصفويين، الذين انتقلوا إلى منطقة طالش خلال عشرينيات القرن الثامن عشر خلال فترة مضطربة في التاريخ الإيراني. عندما تُوفي السيد عباس في عام 1747 خلفه ابنه جمال الدين، الذي غالبًا ما يُذكر باسم غارا خان (الملك الأسود)، بسبب بشرته الداكنة. وقد مُنح لقب الخان الوراثي لخدماته الجيدة لنادر شاه. كان غارا خان مؤيدًا لروسيا في سياسته الخارجية، الأمر الذي أثار استياء حكام الخانات المجاورة، ولا سيما هداية الله خان [الإنجليزية] من جيلان. في عام 1768 هاجم هداية خان خانية طالش. سعيًا للحصول على المساعدة ضد العدو المتفوق، أرسل غارا خان شقيقه كربلائي سلطان إلى فتح علي خان، حاكم خانية قوبا، مما أدى إلى تحالف بين قوبا ولنكران. بحلول عام 1785 أصبحت أراضي خانية طالش رسميًا تابعة لخانية قوبا الأقوى بكثير إلى جانب بعض الخانات الأذربيجانية الأخرى. ومع ذلك، في عام 1789، وبعد وفاة فتح علي خان، استعادت خانية طالش استقلالها تحت قيادة مير مصطفى، نجل غارا خان الذي تُوفي في عام 1786.
في عامي 1794 و1795، دعا الشاه الفارسي آغا محمد خان قاجار مختلف خانات جنوب القوقاز إلى تشكيل تحالف ضد الإمبراطورية الروسية وشن حملة عسكرية ضد أولئك الذين رفضوا الانضمام إليه. رفضت خانية طالش القيام بذلك، فتعرضت للهجوم في عام 1795. ولم يكن جيش مير مصطفى خان المتفرق قويًّا بما يكفي للمقاومة، فأرسل ممثليه إلى القائد جودوفيتش طالبًا الحماية الروسية. لكن الروس استغرقوا وقتا طويلا للرد، ولم يصلوا أخيرا إلا في عام 1802 عندما أصبحت خانية طالش محمية للإمبراطورية الروسية.
ظلت الخانات بمثابة بيدق بين الإمبراطوريتين الفارسية والروسية على مدى العقدين التاليين. في عام 1809، كجزء من الحرب الروسية الفارسية (1804-1813)، استعادت القوات الإيرانية مدينة لنكران وطردت الخان المائل إلى روسيا. في عام 1812، وبينما كان نابليون يهاجم موسكو، كان الروس يخوضون معارك أخرى في القوقاز. بعد حصار قصير قاده بيوتر كوتلياريفسكي [الإنجليزية] في الأول من يناير عام 1813، تمكن 2000 جندي روسي من الاستيلاء بشكل حاسم على [الإنجليزية] قلعة لينكاران من الجيش الفارسي. كانت هناك خسائر فادحة على كلا الجانبين، لكن هذا الاستيلاء الاستراتيجي على لنكران أدى حتمًا إلى معاهدة جولستان في 12 سبتمبر 1813. أجبر هذا بلاد فارس المهزومة على التنازل عن العديد من الخانات المستقلة سابقًا لروسيا. في عام 1814 توفي مير مصطفى خان وخلفه ابنه مير حسن خان ولكن بالاسم فقط.
ومع انشغال روسيا بالحروب الأوروبية، حاولت بلاد فارس إعادة تأكيد هيمنتها في المنطقة وإلغاء معاهدة جولستان، وبالتالي حاولت استعادة جنوب القوقاز، مما أدى إلى بدء الحرب الروسية الفارسية في الفترة من 1826 إلى 1828. في حملة عام 1826، تمكنت بلاد فارس من استعادة جميع الأراضي المفقودة، ولكن بعد الهزائم العديدة في حملة عام 1827، انتهت الحرب بمعاهدة تركمانشاي الأكثر إذلالًا والتي تنازلت بموجبها بشكل دائم عن خانية طالش لروسيا، ولم تستعدها لليوم.
استولى يرمولوف [الإنجليزية] على خانات شرق القوقاز واحدة تلو الأخرى وخلع خاناتها: شاكي في عام 1819، وشيروان في عام 1820، وقره باغ في عام 1822. كان مير حسن خان الطالشي هو الوحيد الذي سُمح له بالحكم الذاتي، وكان إرمولوف يفهم أن مير حسن خان وعائلته معادون بشدة لإيران. في واقع الأمر، نجح مير حسن في طرد الروس في العام الذي تجددت فيه الأعمال العدائية، وجاءت قوة إيرانية قوية لمساعدته. احتفظ بالسيطرة على الخانية باسم الشاه، حتى أُجبر على التخلي عنها في عام 1828 بموجب معاهدة تركمانشاي.
بعد وفاة مير حسن خان، أصبح أبناؤه تحت رعاية عباس ميرزا، حيث أصبح مير كاظم خان حاكمًا لفيلكج، وأستارا، وأوجارود، ونامين، وشكل خانية نامين. واستمر حكمه وحكم أبنائه على تلك المناطق قرنًا من الزمان، وانتهى بسقوط القاجاريين. كما انفصلت دولة طالش الفارسية عن الخانات، إذ أراد فتح علي شاه الحد من سلطة مير مصطفى خان. قام بتقسيم المنطقة إلى 5 قطع (كارجانرود [الإنجليزية]، أسالم ، طالش دولاب، شاندرمين، ماسال) وأنشأ ما أصبح يُعرف باسم الطوالش الخمسة.

## في الثقافة الشعبية
لقد ثبت أن عائلة طالش خان كانت موضوعًا مثيرًا للشاعر والكاتب المسرحي الأذربيجاني الشهير ميرزا فتح علي أخوند زاده (1812-1878). وقد أُنتجَ عام 1938 نسخة لمسرحيته مغامرات وزير خان لنكاران [الإنجليزية] (1851)، بطولة رئيس جمهورية أذربيجان المستقبلي، حيدر علييف، الذي كان آنذاك مراهقًا.

## الحكام
| لا. | اسم                                    | سنوات الحياة            | تولى منصبه       | ترك منصبه        | المرجع |
| --- | -------------------------------------- | ----------------------- | ---------------- | ---------------- | ------ |
| 1   | مير جمال الدين (قارا خان [الإنجليزية]) | 1708 – يونيو/يوليو 1787 | 1747             | يونيو/يوليو 1787 | [ 14 ] |
| 2   | مير مصطفى خان                          | 1747 – 7 أغسطس 1814     | يونيو/يوليو 1787 | 7 أغسطس 1814     | [ 14 ] |
| 3   | مير حسن خان [الإنجليزية]               | 1784 – 12 يوليو 1832    | أغسطس 1814       | يونيو 1828       | [ 14 ] |

## الحواشي